# Fritz Fürst
Fritz Fürst (* 3. Juli 1891 in München, Deutsches Kaiserreich; † 8. Juni 1954) war ein deutscher Fußballspieler.

## Karriere
Fürst begann beim FC Bavaria 1899 München mit dem Fußballspielen und setzte es in der Fußballabteilung der Vereinigten Turnerschaft München fort. Mit 18 Jahren gelangte er zum FC Bayern München, für den er von 1909 bis 1914 aktiv war. In dieser Zeit gewann er mit der Mannschaft 1910 sowohl die Bayerische als auch die Südbayerische Meisterschaft sowie 1911 erneut die Bayerische Meisterschaft.
Für die A-Nationalmannschaft bestritt er das am 18. Mai 1913 in Freiburg im Breisgau verlorene Länderspiel gegen die Auswahl der Schweiz – sein einziges. Neben Max Gablonsky (vier Spiele, ein Tor, 16. Mai 1910–29. Oktober 1911) und Ludwig Hofmeister (zwei Spiele, 17. November 1912–5. April 1914) war er einer von drei Nationalspielern des FC Bayern München vor dem Ersten Weltkrieg.

## Sonstiges
Anlässlich des 25-jährigen Bestehens des FC Bayern München wurde Fürst mit der Silbernen Jubiläums-Ehrennadel geehrt.
Am 28. Mai 1937 beantragte er die Aufnahme in die NSDAP und wurde rückwirkend zum 1. Mai desselben Jahres aufgenommen (Mitgliedsnummer 4.824.414).